# Hondaella entodontea
Hondaella entodontea là một loài Rêu trong họ Hypnaceae. Loài này được (Müll. Hal.) W.R. Buck mô tả khoa học đầu tiên năm 1984.